# La storia del Frank e della Nina
La storia del Frank e della Nina è un film italiano del 2024 diretto da Paola Randi.

## Trama
Milano. In un complesso industriale abbandonato una banda di ladri sta rubando cavi di rame quando, improvvisamente vengono sorpresi dalla vigilanza che, riattivando la corrente, li costringe ad una fuga rocambolesca. 
È questo il pretesto per un flashback in cui il protagonista Carlo, detto Gollum, un giovane ragazzo che ha sostituito alle parole i suoi graffiti, inizia a raccontare la storia del suo incontro con il Frank, un ragazzo quasi senza passato poiché "ha smesso di esistere un paio di anni prima" e che si guadagna da vivere rivendendo compiti fuori dalla scuola nell'attesa di compiere 18 anni e fuggire via. I due conoscono la Nina, ragazza di origini rom che, seppur giovanissima, è già stata data in sposa al "Duce", un uomo violento e spesso ubriaco, con il quale ha avuto una bambina. 
La Nina vive le sue giornate lavorando per guadagnare i soldi per mantenere la sua piccola e con la consapevolezza che solo con lo studio avrà la possibilità di riscattarsi. In questo contesto il Frank le promette di prepararla per l'esame di terza media e i tre inizieranno, di nascosto dal marito della Nina, una preparazione fatta di lezioni "clandestine", nei luoghi più disparati per evitare le ire di quest'ultimo e l'inevitabile burocrazia che rischia di ostacolare il loro riscatto. 
La clandestinità viene però presto scoperta dal Duce e il Frank, pur di non rinunciare alla realizzazione del sogno della Nina, decide proporsi, insieme al Gollum, come aiuto nei traffici loschi che questi conduce: è infatti il capo di una banda di ladri dediti al furto di rame. La situazione però non si stabilizza, anzi, l'urgenza di fuggire da quel contesto per i tre ragazzi e la piccola figlia della Nina, si fa sempre più pressante. Il Frank decide quindi di rifugiarsi in una piccola casetta della periferia di Milano dove abita un singolare personaggio chiamato il Comandante. Proprio quando il terzetto sembra aver trovato un porto sicuro, il passato del Frank, sino ad allora tratteggiato e romanzato nei suoi racconti agli amici, torna a farsi prepotentemente concreto. Per i tre non resta che tentare una fuga prima che la realtà si frapponga tra loro e la libertà che ognuno di loro sta cercando.

## Produzione

### Regia
Il film è girato con tecnica mista: alcune scene sono girate in Bianco e nero, altre a colori, alcune mediante la tecnica Color splash (o Colore selettivo) che prevede l'inserimento di un colore in evidenza - nel film è spesso l'arancione - in una immagine altrimenti monocromatica.
Anche il formato dell'immagine cambia a seconda della scena essendo presenti, durante il film, alcune sequenze girate con una telecamera analogica.

### Location
Il film è stato girato a Milano e a Sesto San Giovanni: in particolare alcune scene sono state girate presso le ex Acciaierie Falck , presso la Balera dell'Ortica e alla Stazione di Milano Centrale. Le scene al campo Rom sono invece state girate a Roma in zona Bufalotta.

## Colonna sonora
La colonna sonora, oltre ad una selezione di brani di Musica Classica di Johann Sebastian Bach,  Vivaldi, Telemann e Tchaikovsky contiene brani originali di Zeno Gabaglio.
Il brano che fa da colonna sonora al trailer del film è Walk Away dei C&O.

## Festival, Premi, Nominations
- La Biennale di Venezia 2024: Orizzonti Extra[1] - Premio Lanterna Magica
- Tallinn Black Nights Film Festival 2024: Best of Festivals[2]
- Göteborg Film Festival 2025:[3] Voyage
- Primo Piano sull'Autore - Pianeta Donna 2025 Migliore Regia Autrice Paola Randi [4]
- Sofia International Film Festival - Miglior Teen Movie [5]
- Sguardi Altrove 32 - Premio Women in Film Television & Media Italia  [6]
- Nomination Miglior Commedia - Nastri d'Argento 2025  [7]
- Nomination Miglior Commedia - Globo d'oro 2025  [8]
- Ludovica Nasti Premio Speciale Nuovo Imaie - Nastri d’argento 2025[9]

## Distribuzione
- 3 ottobre 2024 in Italia

### Edizioni home video
Il film è distribuito in DVD a partire dal 4 Marzo 2025 